# 河惣益巳
河惣益巳（日语：かわそう ますみ，1959年3月27日—），日本女性漫畫家，出生地為日本愛知縣。
出道作：雙面間諜，1981年，白泉社，《花與夢》別冊夏季號。

## 作品
- 雙面間諜（全28集，1981~1999，出版社：大然。）
- 雙面間諜特別編（2000~2008，全7集，尚無中文版。）
- 雙面間諜歐洲篇（2009~2018，全10集。尚無中文版。）
- 雙面間諜梅杜莎篇（2018~2019，全一冊。尚無中文版。）
- 雙面間諜巴黎聖母院篇（2019~2020，全一冊。尚無中文版。）
- 雙面間諜篇OR篇（2020~2021，單行本。尚無中文版。）
- 炎月系列 (珍妮系列)（1985~2013聖戰系列10集，炎月系列7集，番外篇1集，中文版出版社：長鴻。未全部出版）
- （1982，全一冊，不確定有沒有中文版。）
- 公主冒險記（全9冊，1987~1990，出版社：大然。）
- 風之城砦（全4冊，1990~1991，出版社：大然。）
- ミストラル-mistral（全一冊，不確定有沒有中文版。）
- 火輪（全17集，1992~1997，出版社：大然。）
- 神與鬼的國度（1993，全一冊，出版社：大然。）
- 花巡礼（1997~1998，全三冊，出版社：大然。）
- 明星帥哥（1997~1998，全一冊，出版社：大然。）
- 祇園名妓(玄椿)（1998~2010，全12集，出版社：長鴻。僅出前二冊）
- 危險第三性（全一冊，出版社：長鴻。）
- 危情麗人（1998，全一冊，出版社：長鴻。）
- 超時空之戀EDEDWEISS-（2003~2004，全一冊，出版社：東立。）
- 龍鳳（2003~2008，全4集，中文版出版社：東立。）
- 鬼哭（2004~2005，全一冊，尚無中文版。）
- 色兼ネル（2011~2014，全4集，尚無中文版。）
- 紅絹彩色（2012，全一冊，尚無中文版。）
- 蜻蛉（2015年起連載中，連載中，至2023年已出12集，尚無中文版。）
- 河惣益巳設定集(1988，全一冊，尚無中文版。)